# Monastero di Santa Maria (Lukovë)
Il monastero di Santa Maria (in albanese: Manastiri Shën Mëria) è un monastero situato a Lukovë, frazione di Himara, nella prefettura di Valona, in Albania. È un monumento culturale dell'Albania.

## Descrizione e storia
La chiesa si presenta come un edificio a tripla abside simile ai quelli a croce e cupola di epoca pre-ottomana. La navata e il presbiterio sono separati da un'iconostasi lignea. Nonostante la navata lunga e stretta, l'interno è spazioso. Le absidi sono coperte da archi cilindrici che si aprono sulla navata centrale. La navata è illuminata da quattro finestre che si aprono nelle absidi laterali, mentre l'altare riceve la luce da ulteriori tre piccole finestre. Quattro colonne interne creano una piattaforma quadrata su cui poggia la cupola ottagonale. Il tetto a doppia tegola risulta essere più alto in corrispondenza delle absidi settentrionale e meridionale.
L'interno della chiesa venne dipinto nel 1672 da Mihal Jerma. Le iscrizioni presenti sono tra i primi esempi di lingua albanese scritta in alfabeto greco. Il complesso subì i danni di un incendio appiccato dalla Luftwaffe durante la seconda guerra mondiale. Una copia dei Vangeli in 500 pagine e rilegata in pelle di 500 pagine venne successivamente rubata per poi finire al museo del Louvre di Parigi. La campana fu donata dal Re di Napoli nel 1695 e port l'iscrizione "Dedicata ai Capitani di Lukovë".